# Distrito de Mendrisio
Mendrisio é um distrito da Suíça, localizado no cantão do Ticino. Tem 100,89 km² de área e sua população em 2019 foi estimada em 50.342 habitantes. Sua sede é a comuna de Mendrisio.